# Carles Mallol Quintana
Carles Mallol Quintana   (Figueres, 1981) és un escriptor i guionista català. Llicenciat en Comunicació Audiovisual a la Universitat Pompeu Fabra de Barcelona, en l'especialitat de guió; ha estudiat Direcció i Dramatúrgia a l'Institut del Teatre de la Diputació de Barcelona i ha realitzat nombrosos cursos de dramatúrgia a la Sala Beckett de Barcelona. Com a autor i director teatral cal destacar els seus darrers treballs M de Mortal (2010), Primaris (2010), Stereo (2009) o Seguretat (2008). És el director de la companyia teatral La Soga. També ha treballat com a guionista en sèries televisives com La Riera o Ventdelplà.
L'any 2013 guanya el 38è premi Born de teatre per a l'obra Mata el teu alumne, una comèdia negra de temàtica parapsicològica amb personatges complexos i amb molt bon ritme dramatúrgic que l'editorial Arola Editors acabarà publicant l'any 2014.